# 칸산 레흐티

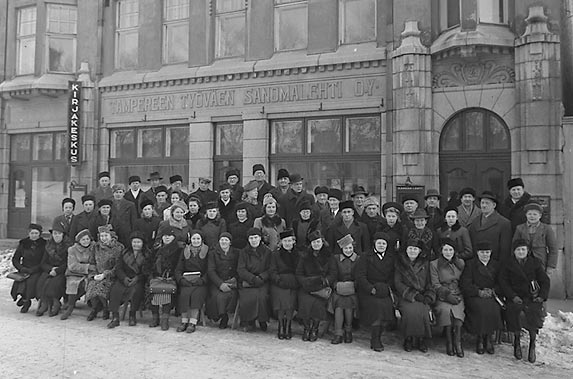
1944년 2월 27일 창간 45주년 기념식의 『칸산 레흐티』 편집진.

『칸산 레흐티』(핀란드어: Kansan Lehti→민중신문)는 1898년에서 1991년까지 탐페레에서 발행된 핀란드의 사회민주주의 언론이다.:264–266
『칸산 레흐티』는 핀란드의 세 번째 사회주의 이념언론이었다.:264–266 『탐페렌 사노마트』의 탐페레 노동자협회 "꼭지"가 그 전신이다.:63, 88 정치적으로 『칸산 레흐티』는 『튀외미에스』 노선을 따랐고, 1904년 이후로는 호헌파와 사이가 멀어지며 노동운동계에서 지도적인 언론이 된다.:264–266
핀란드 내전 직전까지 『칸산 레흐티』는 정치적으로 중요한 언론일 뿐 아니라 사업적으로도 성공했다. 탐페레 전투 이후 『칸산 레흐티』는 발행이 중단되었고, 그 인쇄소 등 설비는 몰수되어 우파 신문인 『탐페렌 사노마트』에게 주어졌다. 그러다 1919년 초부터 『칸산 사나』(핀란드어: Kansan Sana→민중의 소리)라는 이름으로 재발간, 이듬해 제호가 『칸산 레흐티』로 복귀하며 부활했다. 내전 이후 핀란드 노동운동계가 분열했을 때 『칸산 레흐티』는 중도 경향을 표방하면서 급진좌파와 다투었다.:264–266
1920년대 들어 『칸산 레흐티』는 사회주의 선전지의 성향이 옅어지고 좀더 언론의 역할에 충실해지며 문화 관련 기사도 많이 싣게 되었다. 『칸산 레흐티』는 발매부수로 우익 언론들과 경쟁할 수 있는 유일한 사회주의 언론이었다. 제2차 세계대전 이후 재정상황이 악화되었으나 1950년대 후반 이후 상황이 호전되었다. 1959년 이위배스퀼래 지역 사회주의 신문 『튀왼 보이마』가 폐간되면서 1960년대부터 『칸산 레흐티』가 중부지역까지 포괄하게 되었다.:264–266
1960년대 말 재정난으로 판매부수가 줄었다.:264–266 1981년 이위배스퀼래에 『주간 중앙수오미』가 창간되면서 『칸산 레흐티』는 중부지역에서 철수, 탐페레 지역언론의 역할로 돌아갔다. 1991년 결국 재정난을 못 이기고 폐간, 사민당 헬싱키 중앙당의 당보인 『데마리』에 흡수되었다.:150-157
『칸산 레흐티』는 창간 초기에는 주 3회, 1906년-1918년, 1919년-1957년, 1969년-1972년에는 주6회, 1919년 초에는 주 4회, 1958년-1968년에는 주 7회, 1972년부터는 주 5회 발행되었다. 발행 부수는 1906년에 12,500 부, 917년에 17,500 부였고 최대 부수는 1977년의 20,600 부였다. 1960년대에 중부지역으로 진출했을 때 부수가 6,000 부 늘었다가 1980년대에 철수하면서 9,000 부 줄어들었다.:264–266 폐간 직전의 발행부수는 8,600 부 정도였다.:156

## 역대 주필

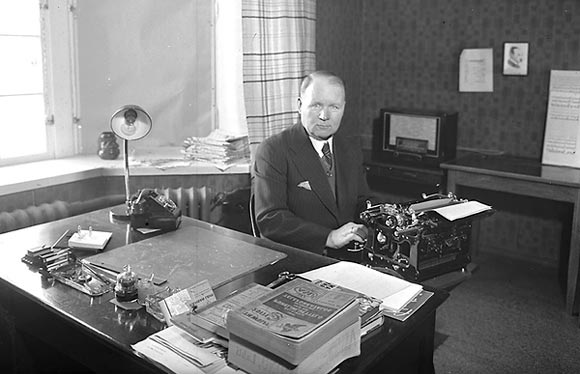
1944년 당시 주필 얄마리 레이노.

- 유호 엔퀴비스트 (1898년-1901년)
- 유호 헬베리 (1899년)
- 쾨시 코스키넨 (1899년)
- 위리외 매켈린 (1900년-1906년)
- 티모 코르피마 (1906년-1907년)
- 카포 무로스 (1907년-1909년)
- 산테리 누오르테바 (1909년-1911년)
- 쿠스타 미코 에배 (1911년-1914년)
- 페카 뢴그렌 (1914년-1916년)
- 아우구스트 린델 (1916년-1917년)
- 안톤 후오타리 (1911년-1918년)
- 카를로 하르발라 (1919년)
- W. 사리스토 (1919년)
- T. A. 레흐티넨 (1920년)
- 헤이키 락소 (1920년-1921년)
- 에이노 킬피 (1921년-1932년)
- 토이보 라우니오 (1932년-1937년)
- 라파엘 리네 (1938년-1941년)
- 얄마리 레이노 (1942년-1949년)
- 닐로 테리매키 (1949년-1959년)
- 아르보 투오미넨 (1956년-1961년)
- 빌호 할메 (1962년-1974년)
- 파보 루오칼라 (1974년-1988년)
- 베사 카르비넨 (1988년-1991년)